# 중앙뉴스
중앙뉴스(中央뉴스, 영문명: The Joong-Ang News Korea)은 대한민국 서울에서 발행되는 일반주간신문(시사 주간지)이다.
2008년 인터넷신문으로 먼저 창간된 이후, 2011년 특수주간신문을 추가해 타블로이드판으로 인쇄되고 있다.
2015년 기준으로, 1부 1,000원으로 판매되고 있다. 실시간 인터넷뉴스(https://web.archive.org/web/20200423060230/http://www.ejanews.co.kr/) 도 운영되며, 사회 각계통의 사건 사고 취재 및 기획 취재 등의 뉴스를 특화해 제공한다. 과거기사 검색도 가능하다.
본사는 서울특별시 마포구 합정동에 있다.